# Ptilotrichum canescens
Ptilotrichum canescens là một loài thực vật có hoa trong họ Cải. Loài này được (DC.) C.A.Mey. miêu tả khoa học đầu tiên năm 1831.